# Rosa Miró-Roig
Pour les articles homonymes, voir Miro et Roig.
Rosa Maria Miró i Roig ou Rosa Miró-Roig, née le 6 août 1960 à Manrèse, en Catalogne, est une scientifique, mathématicienne et universitaire espagnole.

## Formation et carrière
Elle est professeure de mathématiques à l'université de Barcelone, spécialisée en géométrie algébrique et en algèbre commutative. Elle a fait ses études supérieures à l'université de Barcelone, obtenant un doctorat en 1985 sous la direction de Sebastià Xambó-Descamps avec une thèse intitulée Haces reflexivos sobre espacios proyectivos.

## Publications et activités éditoriales
Miró-Roig est l'auteure et co-auteure de trois volumes de recherche en mathématiques. Plus récemment, elle a co-écrit On the Shape of a Pure O-sequence (American Mathematical Society, 2012) avec Mats Boij, Juan C. Migliore, Uwe Nagel et Fabrizio Zanello,. Auparavant, elle est l'auteure du texte de recherche Determinantal Ideals (Birkhäuser, 2007), et co-auteure de la monographie Gorenstein Liaison, Complete Intersection Liaison Invariants and Unobstructedness (American Mathematical Society 2001) avec Jan O. Kleppe, Juan C. Migliore, Uwe Nagel et Chris Peterson,.  
Miró-Roig est rédactrice en chef de la revue de recherche en mathématiques Collectanea Mathematica (en) (Springer). Elle est également membre du comité de rédaction des revues de recherche en mathématiques Beiträge zur Algebra und Geometrie / Contributions to Algebra and Geometry (Springer), et Journal of Commutative Algebra (en) (Rocky Mountain Mathematics Consortium). De plus, elle a co-édité les volumes de recherche en mathématiques Projective Varieties with Unexpected Properties (De Gruyter, 2008) avec Ciro Ciliberto, Antony V. Geramita, Brian Harbourne et Kristian Ranestad,, Congrès européen de mathématiques: Barcelone, 10 au 14 juillet 2000 (Birkhäuser 2001) deux volumes avec Carles Casacuberta, Joan Verdera et Sebastià Xambó-Descamps,,, Six Lectures on Commutative Algebra (Birkhäuser, 1998) avec J. Elias, JM Giral et S. Zarzuela, et Complex Analysis and Geometry (Chapman et Hall / CRC 1997) avec V. Ancona, E. Ballico et A. Silva,.

## Prix et distinctions
En 2007, Miró-Roig a reçu le prix Ferran Sunyer i Balaguer pour son travail " Lectures on Determinantal Ideals (Progress in Mathematics n.264, Birkhäuser)".